# José María Orense

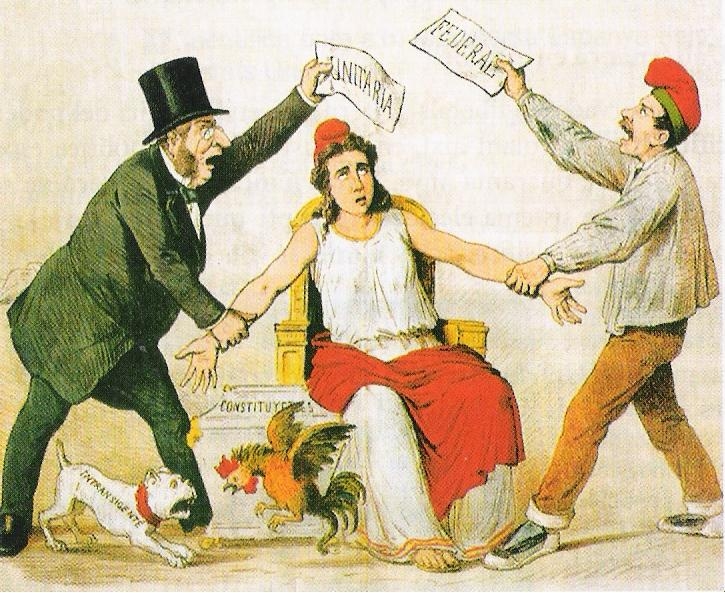
Il·lustració caricaturesca de la revista La Flaca. La República espanyola entre el Centralisme (Emilio Castelar) i el Federalisme (José María Orense).

José María Orense Milá de Aragón Herrero (Laredo, 28 d'octubre de 1803 - Santander, 29 de novembre de 1880) fou un polític demòcrata i periodista espanyol.

## Biografia
Marquès d'Albaida, es va incorporar a la Milícia Nacional durant el Trienni Liberal (1820-1823) per a lluitar contra les partides reialistes de Cantàbria; en 1823 va fugir a Anglaterra i va viatjar pels Estats Units i França; va tornar amb l'amnistia de 1833 i immediatament va participar en la Junta de Defensa de Santander a favor del liberalisme. Va conspirar amb Eugenio de Aviraneta el 1834 i va estar empresonat en 1834. Es va donar a conèixer pels seus escrits en El Duende Liberal i El Tribuno a favor d'una lectura republicana de la Constitució de Cadis.
Va ser diputat per Palència i Santander en diferents ocasions entre 1844 i 1856, amb intervals d'activisme republicà que li van valer persecucions i fugides a l'estranger. El 1856 va intentar organitzar una revolució contra Leopoldo O'Donnell i va ser bandejat. Va continuar la seva agitació republicana per tots els mitjans, en conspiracions i escrits i premsa, i dintre del Partit demòcrata va encapçalar una dura polèmica amb Garrido i les seves idees socialistes propugnant l'individualisme republicà. Fou escollit Diputat a les Corts Constituents de 1869, en aprovar-se la monarquia com a forma de govern va abandonar la Cambra i va participar en la cadena d'insurreccions republicanes de 1869, dirigint la revolta a Béjar. Aquell mateix any de 1869, Orense va participar de la signatura del Pacte Federal Castellà, també dit de Valladolid.
Quan en 1870 es va proclamar la República a França, va organitzar una legió de voluntaris per a ajudar els seus correligionaris francesos. Pretenia una federació llatina i la instauració d'una República universal. Amb la proclamació de la Primera República a Espanya fou elegit diputat a les eleccions generals espanyoles de 1873 per la província de Palència i va ser nomenat president de les Corts, però va dimitir en encapçalar el retraïment dels diputats intransigents amb la política de govern de Francesc Pi i Margall. En 1874 es va retirar a França i va tornar en 1877 per a morir en 1880 a Santander.

## Obres
- Orense J.M., Los presupuestos como los desea el pueblo español, o sea proyecto de enmienda a los de la Comisión del Congreso de Diputados y del Gobierno, Madrid 1848.
- Orense J.M., A l'Assemblée Nationale, Pau 1848.
- Orense J.M. y Mendialdúa F., Apéndice a los programas políticos, Madrid 1849.
- Orense J.M. y Mendialdúa F., Sistema del gobierno español en materia de elecciones, Bayona 1851.
- Orense J.M. y Mendialdúa F., Señores electores del distrito de Palencia, Bayona 1851.
- Orense J.M. y Mendialdúa F., Histoire du parti liberal en Espagne, Bruselas 1853.
- Orense J.M. y Mendialdúa F., Lo que hará en el poder el partido democrático y lo que hará en el poder el partido progresista, Madrid 1858.
- Orense J.M. y Mendialdúa F., Los Fueros, Madrid 1859.
- Orense J.M. y Mendialdúa F., La democracia tal cual es, Madrid 1862.
- Orense J.M. y Mendialdúa F., Treinta años de gobierno representativo en España, Madrid 1863.
- Orense J.M. y Mendialdúa F., Ventajas de la República Federal, Madrid 1870.